# 当且仅当雪是白的
当且仅当雪是白的是中国大陆作家陆秋槎创作的长篇推理小说，出版于2017年。

## 简介
五年前，Z市某高中发生一起命案，死者唐梨被认定为“自杀”，当时作为学生会主席的姚漱寒出于好奇及对推理的热情开始调查这起案件，最后无果。
五年后，现任学生会主席冯露葵面对五年前同样的案发现场，同样被认定为“疑似自杀”的吴莞，她尝试寻找唐梨和吴莞死亡的真相......

## 主要人物
（按出场顺序排列）

### 五年前
唐梨
高中生，五年前遇害死亡，生前曾遭受陆英、霍薇薇及吴筱琴的欺凌。
陆英
高中生，因欺凌唐梨而退学。
霍薇薇
高中生，因欺凌唐梨而受到“留校察看”处分，唐梨的朋友。
吴筱琴
高中生，因欺凌唐梨而受到“留校察看”处分。
叶绍执
高中生，卷入唐梨事件的住宿生。
姚漱寒
高中生，学生会主席，因对推理的热情而开始调查唐梨的事件。

### 五年后
冯露葵
高中生，现任学生会主席，因好奇而开始调查五年前唐梨的事件，吴莞死亡时的目击者。
顾千千
高中生，前田径队队员，与冯露葵既为同事也为朋友，宿管委员。
薛采君
高中生，学生会干事，与郑逢时为情侣关系
郑逢时
高中生，学生会干事。
吴莞
高中生，因欺凌室友而受到退宿处分，因不明原因死亡。
姚漱寒
五年前曾担任学生会主席，现在在学校担任图书管理员，曾帮助冯露葵调查唐梨事件及吴莞事件。
晏茂林
酒吧驻唱歌手，与吴莞为情侣关系。

## 出版信息
简体中文版由新星出版社出版，日文版由早川书房出版。
简体中文版：2017年出版，ISBN 9787513314305，新星出版社。
日文版（稻村文吾译）：2019年出版，ISBN 9784150019488，早川书房。